# Rubber Soul
Vous lisez un « article de qualité » labellisé en 2020.
Albums de The Beatles
Help!
(1965) Revolver
(1966)
Albums nord-américains des Beatles
Help!
(1965) Yesterday and Today
(1966)
Rubber Soul est le sixième album des Beatles, paru le 3 décembre 1965 au Royaume-Uni, et trois jours plus tard aux États-Unis. Produit par George Martin sous le label Parlophone, l'album est publié moins de trois mois après la sortie de Help!. Enregistré en seulement quatre semaines entre le 12 octobre et le 11 novembre 1965 aux studios EMI de Londres, l'album est pourtant le fruit d'un important travail d'écriture et de composition du duo Lennon/McCartney. En effet, alors que la Beatlemania est en pleine expansion, le groupe planifie trois tournées américaines sur deux ans et fait des rencontres déterminantes au cours de celles-ci. Les Beatles font ainsi la connaissance de Bob Dylan durant l'été 1964, qui les initie à la consommation de cannabis, mais aussi d'Elvis Presley et du groupe The Byrds, qui influencent significativement leur travail. George Harrison montre également un intérêt grandissant pour la culture indienne et la musique de Ravi Shankar.
Rubber Soul se compose de quatorze chansons inédites dans sa version britannique. Il est ainsi le deuxième album des Beatles à ne comporter aucune reprise, après A Hard Day's Night. Deux chansons supplémentaires, We Can Work It Out et Day Tripper, sont éditées en single « double face A » le même jour que la sortie de l'album. Publié sur le marché américain par Capitol Records, Rubber Soul est réparti sur deux disques : l'un portant le même nom, mais avec douze chansons dont deux provenant de l'album Help!, et l'autre ayant pour titre Yesterday and Today, sorti six mois plus tard, comprenant le hit Yesterday, et plusieurs chansons de l'album suivant, Revolver.
Rubber Soul se caractérise par une évolution significative de la musique des Beatles, avec l'introduction de nouveaux instruments, comme le sitar ou l'harmonium. Les textes écrits par le groupe font par ailleurs l'objet d'importants progrès, puisque les trois auteurs John Lennon, Paul McCartney et George Harrison écrivent des chansons plus matures et personnelles par rapport aux disques précédents. Les Beatles abordent différents thèmes comme l'amour, l'amitié ou la mort, l'adultère ainsi que les psychotropes de manière détournée. Nowhere Man de Lennon, quatrième titre sur la face A du 33 tours original, est par ailleurs la première chanson du groupe à ne pas aborder le thème des filles et de l'amour.
À sa sortie, Rubber Soul est unanimement salué par la presse musicale. L'œuvre se hisse en première position des classements musicaux dans plusieurs pays, dont le UK Albums Chart au Royaume-Uni, le Billboard 200 aux États-Unis et remporte un succès immense auprès du public. L'album figure également dans de nombreux classements musicaux, et occupe notamment la cinquième place des 500 plus grands albums de tous les temps selon Rolling Stone. Plusieurs chansons se distinguent, comme la ballade Michelle, qui remporte un Grammy Awards, Girl, In My Life ou encore Norwegian Wood (This Bird Has Flown) et dans un genre plus rock, en ouverture de l'album, Drive My Car. Considéré comme l'album de transition de la carrière musicale des Beatles, Rubber Soul marque profondément l'histoire du rock, influence de nombreux artistes et préfigure l’avènement du mouvement hippie et du rock psychédélique.

## Historique

### Contexte

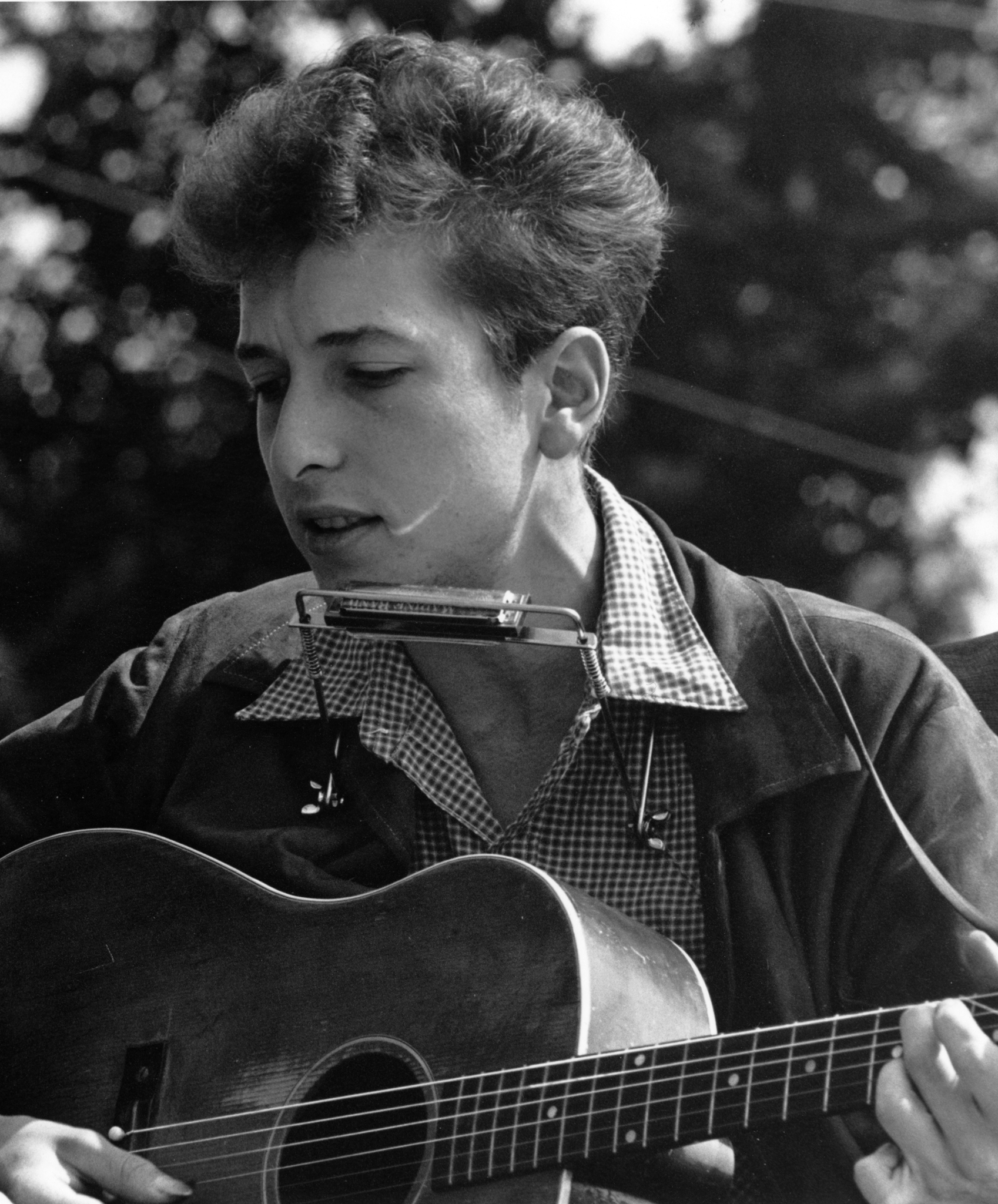
Bob Dylan, dont les Beatles font la connaissance, lors de leur deuxième tournée américaine en août 1964.

En 1964, Brian Epstein, le manager des Beatles, organise une série de deux tournées aux États-Unis afin de promouvoir la formation. La Beatlemania, qui a débuté au Royaume-Uni, se poursuit de l'autre côté de l'Atlantique. À cette époque, les Beatles ont un rythme de production soutenu, enchaînant les tournées et enregistrant deux albums par an. Le succès du groupe est tel qu'une protection policière massive est nécessaire pour chaque déplacement ou concert. « Ça s'est fait progressivement : plus on était célèbres et plus les choses devenaient irréelles. Plus les gens attendaient de nous », déclare John Lennon. Brian Epstein négocie un double passage dans l'émission The Ed Sullivan Show, en février 1964, qui attire une audience record de 73 millions de téléspectateurs américains,. Le groupe est confronté à des situations délicates face aux paparazzi ou à des fans hystériques, qui leur jettent par exemple des objets pour attirer leur attention. Les Beatles se lassent rapidement de cette agitation qu'ils qualifient de « cirque », profitant de rares moments privés,. Par la suite, le groupe fait une rencontre bouleversante dans sa carrière, puisqu'il fait la connaissance de Bob Dylan à New York, à l'occasion de la deuxième tournée américaine d'août 1964. Paul McCartney et John Lennon sont déjà des fans de Dylan avant de le rencontrer et écoutent régulièrement ses albums. Le 28 août 1964, le célèbre chanteur de folk initie les Beatles à la consommation de cannabis. Cette rencontre marque leurs esprits, notamment celui de Lennon, et « vocalement et poétiquement » elle fait partie de leurs influences majeures dans l'écriture et la composition de futures chansons. Le groupe rencontre d'autres artistes comme Fats Domino, Chuck Berry, ou Carl Perkins au cours de divers concerts de l'année 1964,. La fin de l'année marque la sortie de l'album Beatles for Sale en décembre. Le cliché de la pochette confirme l'épuisement et la lassitude du groupe face à la Beatlemania.
En avril 1965, John Lennon et George Harrison sont initiés au LSD, à leur insu, par un dentiste londonien. Au cours d'une soirée dans un club de Londres, l'homme glisse en effet de l'acide lysergique, une substance en vente libre, dans les cafés des deux musiciens et de leurs femmes. Lennon décrit cette expérience comme « terrifiante mais fabuleuse ». Le guitariste vit cependant une période difficile, supportant mal la célébrité et regrettant sa vie d'avant. Les premiers changements s'opèrent ainsi dans la musique et les textes du groupe, l'album Help! exprimant le mal-être du musicien à travers ses compositions,. Les influences de Bob Dylan sont présentes, notamment dans la chanson You've Got to Hide Your Love Away. Les Beatles participent également au tournage du film associé à l'album. Le groupe révèle que « des kilomètres de film » sont détruits en raison de leurs fous rires réguliers durant le tournage, à cause de leur consommation journalière de cannabis.

« On a fumé une quantité diabolique d'herbe pendant le tournage du film. C'était génial. Ça rendait les choses encore plus rigolotes. »

— Ringo Starr
En août 1965, une nouvelle tournée aux États-Unis, plus courte que la précédente, est organisée. Le groupe se produit au Shea Stadium de New York, devant près de 56 000 personnes, le 15 août 1965, un record pour l'époque. La formation fait une nouvelle rencontre notable en faisant connaissance avec Elvis Presley à la fin du mois d'août 1965, avant de terminer sa tournée par un concert à San Francisco. Paul McCartney déclare que « ça a été une des grandes rencontres de sa vie. » De son côté, George Harrison précise que « la rencontre avec Elvis a été un des grands moments de la tournée. » Harrison élargit par ailleurs ses influences musicales grâce à son fort intérêt pour la culture indienne et l'apprentissage du sitar. Le guitariste s'intéresse également à la musique folk rock à la suite de sa rencontre avec les membres du groupe The Byrds en août 1965. Ringo Starr attend quant à lui son premier enfant avec son épouse Maureen Cox. Après leur retour au Royaume-Uni au mois de septembre, le groupe profite de quelques semaines de congés, mais le producteur George Martin et Brian Epstein souhaitent maintenir un rythme de travail soutenu et publier un nouvel album avant Noël 1965. À l'automne 1965, le duo Lennon/McCartney se réunit régulièrement pour écrire et composer les chansons du futur album, organisant des séances de répétitions chez l'un ou chez l'autre. Cependant, la succession des tournées et leur rythme de travail effréné laisse planer le doute sur la qualité des compositions avant la sortie de l'album.

### Écriture et composition

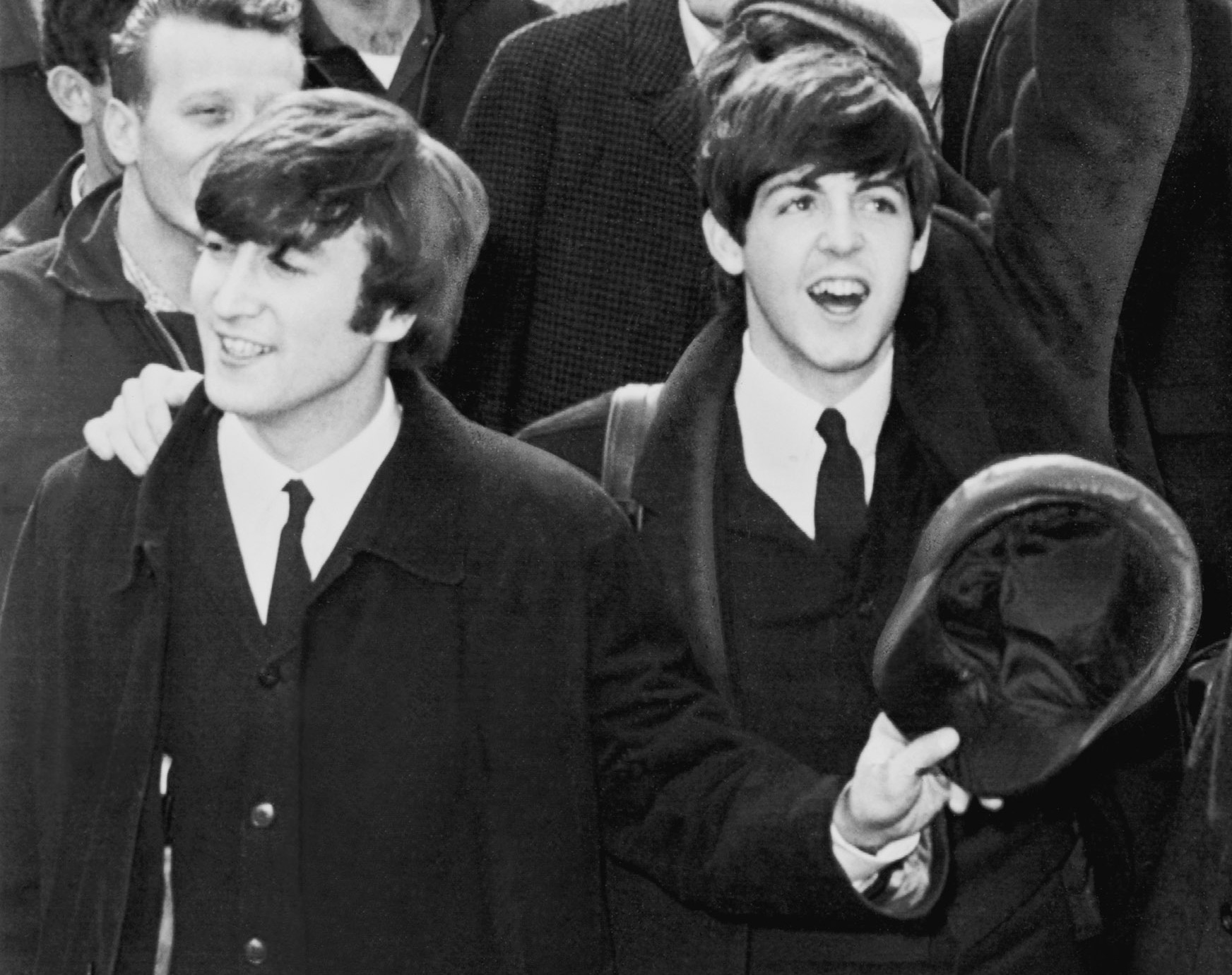
Le duo Lennon/McCartney écrit et compose la majorité des chansons en quelques semaines.

Pour la première fois dans sa carrière, le tandem Lennon/McCartney ne dispose que de quelques semaines pour produire « plus d'une douzaine de chansons » afin que l'album puisse paraître début décembre 1965.

« La plupart du temps, on écrivait ensemble. On s'enfermait et on disait : « OK, qu'est-ce qu'on a ? » John pouvait avoir la moitié d'une idée, [...] on cherchait ce qu'il manquait de mélodie et le thème principal et au bout de trois ou quatre heures, c'était quasiment dans la boîte. »

— Paul McCartney
Les deux musiciens admettent toutefois le caractère « très impossible » de la tâche et multiplient les séances de travail chez l'un et chez l'autre. Bien que le temps soit compté, John Lennon jouit d'une expérience riche sur les deux dernières années et de nombreuses rencontres, qui lui permet de trouver l'inspiration. Lennon publie également deux livres en plus de son travail de musicien, comprenant un ensemble d'histoires courtes, de poèmes et d'illustrations,. En mars 1964, il obtient une entrevue avec le journaliste et écrivain Kenneth Allsop, pour parler du premier d'entre eux, En flagrant délire. L'homme questionne Lennon sur une éventuelle composition davantage personnelle, ce qui le marque profondément. Le guitariste écrit d'abord un poème sur les lieux qui ont marqué son enfance à Liverpool, puis change l'orientation des paroles en se concentrant sur ses amis et relations amoureuses d'adolescence, ce qui donne la chanson In My Life. Lennon se sert également de son expérience en couple avec son épouse Cynthia Lennon pour écrire Norwegian Wood (This Bird Has Flown), un titre relatant ses différents adultères avec ses nombreuses admiratrices. Le morceau, composé en février 1965, raconte une aventure extra-conjugale dans laquelle le guitariste ne se cite pas lui-même dans le but de brouiller les pistes. Lennon compose sur le même thème la chanson Girl, qui représente « le personnage de rêve, la femme idéale ».

De son côté, Paul McCartney vit à l'époque avec l'actrice Jane Asher. Son couple traverse cependant des moments difficiles, ce qui n'empêche pas sa compagne d'avoir une forte influence sur ses compositions, comme avec le titre You Won't See Me. McCartney souhaite qu'Asher abandonne sa carrière d'actrice, mais celle-ci refuse. Deux autres chansons permettent au musicien d'évoquer ses problèmes de communication avec la jeune femme, I'm Looking Through You et We Can Work It Out. McCartney puise également dans ses souvenirs de jeunesse pour élaborer la chanson Michelle. Le morceau naît en effet d'une parodie d'un étudiant interprétant une chanson française à Liverpool. Lennon l'incite par la suite à en créer une chanson. Pour écrire les paroles, McCartney demande de l'aide à une professeur de français, épouse d'un ancien camarade de classe, Ivan Vaughan : 

« Il m'a d'abord demandé un prénom français de deux syllabes, puis une courte description en vers de la fille portant ce prénom. »

— Jane Vaughan
Michelle Phillips, la chanteuse de The Mamas and the Papas est parfois citée pour avoir également inspiré McCartney. Lennon apporte sa contribution à la chanson en s'inspirant de I Put a Spell on You de Nina Simone.
Malgré son expérience, le duo Lennon/McCartney manque parfois d'inspiration pour achever certains textes et partitions. C'est le cas de la chanson Drive My Car, dont la mélodie est trouvée par McCartney, mais dont les paroles laissent à désirer dans un premier temps. La chanson est tout de même terminée en octobre 1965, juste avant la séance d'enregistrement, avec l'aide de Lennon. Ce dernier rencontre aussi des difficultés avec le titre Nowhere Man, dont il trouve les paroles après plus de cinq heures de réflexion.

« J'avais cessé d'essayer de penser à quoi que ce soit. Rien ne venait. J'en avais marre et je suis descendu m'allonger, j'avais laissé tomber. Et puis j'ai pensé à moi comme un homme de nulle part assis dans un pays de nulle part. »

— John Lennon
Lennon s’inspire aussi de la chanson Baby Let's Play House d'Arthur Gunter, parue en 1955, pour écrire Run for Your Life juste avant le début de l'enregistrement. Day Tripper est également composée dans l'urgence et reflète l'influence du cannabis et du LSD dans les compositions du groupe, tout comme le titre The Word,. Pour compléter l'album, plusieurs chansons sont sélectionnées au dernier moment. C'est le cas de Wait, initialement enregistrée pour l'album Help! puis rejetée, et finalement reprise ici, de même que What Goes On, présentée deux ans auparavant devant George Martin puis oubliée. Cette dernière est marquée par la participation de Ringo Starr à l'écriture d'un couplet, ce qui lui permet d'être crédité pour la première fois sur une chanson du groupe. George Harrison signe pour sa part deux compositions, comme sur l'album Help!, avec les titres Think for Yourself et If I Needed Someone,.

### Enregistrement

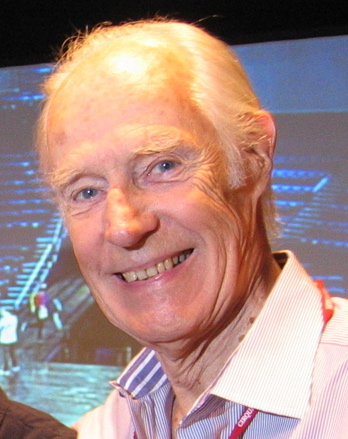
Le producteur George Martin qui lors des séances d'enregistrement, assiste le groupe en toutes circonstances.

En 1965, les Beatles ont déjà plusieurs années d'expérience de travail en studio. Le groupe prend de plus en plus plaisir à y travailler et aborde les séances d'enregistrement avec enthousiasme.

« Techniquement et musicalement on s'améliorait. On a fini par prendre le pouvoir dans le studio. Tout ce que je fais est influencé, comme pour n'importe lequel d'entre nous, mais là ça s'est mis à acquérir sa propre identité. Rubber Soul est né parce qu'on avait tous appris le studio. »

— John Lennon
Le groupe investit donc les studios EMI de Londres le mardi 12 octobre 1965 à 14 h 30. George Martin officie en tant que producteur, Norman Smith est l'ingénieur du son principal, assisté du second ingénieur Ken Scott. Les Beatles effectuent cinq prises de la chanson Run for Your Life et terminent la journée, vers 19 h, par l'enregistrement de la piste de base de Norwegian Wood (This Bird Has Flown),. Trois autres prises sont effectuées le 21 octobre, avec l'introduction, pour la première fois, du sitar de George Harrison. Norman Smith admet que l'instrument est difficile à enregistrer, en précisant que sa « courbe d'onde est très complexe ». Le 13 octobre, le groupe termine les paroles de la chanson Drive My Car et enregistre quatre prises,. Après deux jours de repos, le groupe reprend le 16 octobre avec l'enregistrement et le re-recording de Day Tripper. Le même jour, la formation s'affaire sur l'unique prise de If I Needed Someone.
Le lundi 18 octobre, le groupe commence l'enregistrement de In My Life, qui est effectué en trois prises. Seul le pont de la chanson est laissé vacant, faute d'idée pour l'instrumentaliser. La chanson est terminée le vendredi suivant, le pont étant comblé par un solo de piano de George Martin. Sa première idée est d'utiliser un orgue Hammond, mais le résultat ne lui convient pas. Sa technique consiste finalement à jouer sur un piano classique en ralentissant la bande de moitié et en jouant à l'octave inférieure pour donner un effet de clavecin baroque lorsque la bande est rejouée à vitesse normale.

« Il y a au milieu un passage pour lequel John n'arrivait pas à décider quoi faire, alors pendant qu'ils prenaient une pause pour le thé, j'ai ajouté un solo de piano baroque que John n'a pas entendu avant de revenir. Ce que je voulais était trop compliqué pour que je le joue en direct, aussi l'ai-je fait avec un piano à demi-vitesse et puis je l'ai accéléré. »

— George Martin
Par la suite, les Beatles alternent les séances d'enregistrement et de re-recording à des horaires variables, les séances ayant lieu généralement l'après-midi,. La semaine du 25 octobre n'est consacrée qu'au mixage audio de la plupart des titres, sauf le vendredi 29 où le groupe effectue une séance importante d'overdubs sur We Can Work It Out. La chanson demande en effet un travail considérable de re-recording, puisque les bandes totalisent 525 minutes d'enregistrement. Un harmonium, joué par Lennon, est notamment ajouté, et le pont de la chanson est changé en valse d'après une idée de George Harrison. Les Beatles profitent d'une courte absence des studios le 26 octobre et sont reçus au Palais de Buckingham pour être nommés membres de l'Ordre de l'Empire britannique par la reine Élisabeth II.
Le 3 novembre est marqué par l'enregistrement de la ballade Michelle. Les Beatles décalent leurs horaires de travail, et bien que certaines séances commencent toujours à 14 h 30, d'autres débutent beaucoup plus tard, comme le 4 novembre avec l'unique prise de What Goes On et le long travail sur l'instrumental 12-Bar Original, dont la session se termine à 3 h 30 du matin. Ce dernier n'est finalement pas gardé pour figurer sur l'album, mais il est remixé à la fin du mois pour être distribué aux membres du groupe sous la forme d'un disque en acétate pour leur collection privée. Le 8 novembre est également consacré à une séance nocturne, avec la prise de Think For Yourself, dont le titre de travail est Won't Be There With You. Le groupe passe le reste de la soirée à travailler sur leurs habituels enregistrements de Nöel, qu'ils effectuent chaque année depuis 1963. Alors que l'échéance de la sortie de l'album arrive à grands pas, le mixage audio se poursuit la semaine du 9 novembre au sein de la salle no 65 et du studio no 1. Deux jours plus tard, le groupe finalise les dernières séances d'enregistrement et de re-recording avec les chansons You Won't See Me, Girl et I'm Looking Through You. Le morceau Wait, enregistré pour l'album Help! est overdubé au dernier moment pour finaliser l'album. Le mixage audio mono et stéréo final est réalisé par Norman Smith le 15 novembre au sein de la salle de contrôle du studio no 1 et se termine à 17 h 30. Ringo Starr note que les séances d'enregistrement donnent lieu à « beaucoup d'expérimentation » sous l'influence des drogues. Les Beatles consomment en effet beaucoup de marijuana et de LSD, mais ils évitent de le faire en studio durant les séances d’enregistrement. Ringo Starr et George Harrison admettent que « fumer de l'herbe » nuit à la qualité de jeu du groupe, les rendant parfois malades. « Ça ne fonctionnait pas pour les Beatles de faire de la musique trop défoncés. Ça allait bien d'en prendre la veille — quand on a la mémoire créative — mais on ne pouvait pas fonctionner sous emprise. » George Martin se montre patient et compréhensif, étant présent en permanence pour le groupe. Sa culture musicale et ses nombreuses connaissances techniques sont des atouts majeurs pour le quatuor, ce qui renforce sa cohésion. Le producteur souligne la bonne ambiance qui a régné au sein des studios et déclare : « Ils prenaient du bon temps dans le studio et d'une manière générale, ce furent des jours extrêmement heureux ».

## Caractéristiques artistiques

### Musique
Rubber Soul marque un tournant dans la musique des Beatles, qui recherchent de nouvelles sonorités et à perfectionner leur techniques d'enregistrement. « Les Beatles étaient toujours en quête de sons nouveaux, toujours en train de regarder vers de nouveaux horizons, et c'était un stress permanent mais amusant que d'essayer de leur procurer des choses nouvelles. Ils voulaient toujours essayer de nouveaux instruments, même s'ils n'en savaient pas grand chose », déclare George Martin. Chaque musicien utilise le même matériel que sur l'album Help. John Lennon et George Harrison jouent sur deux Fender Stratocaster de modèle Sonic Blue. Quant à Paul McCartney, il utilise son habituelle basse Rickenbacker 4001S et se dote d'un nouvel amplificateur Fender, également utilisé par Harrison. Le groupe expérimente une multitude de genres musicaux, guidé par ses influences rock'n'roll et folk, comme Bob Dylan, The Byrds, et Elvis Presley, rencontrés lors de leurs tournées américaines,.

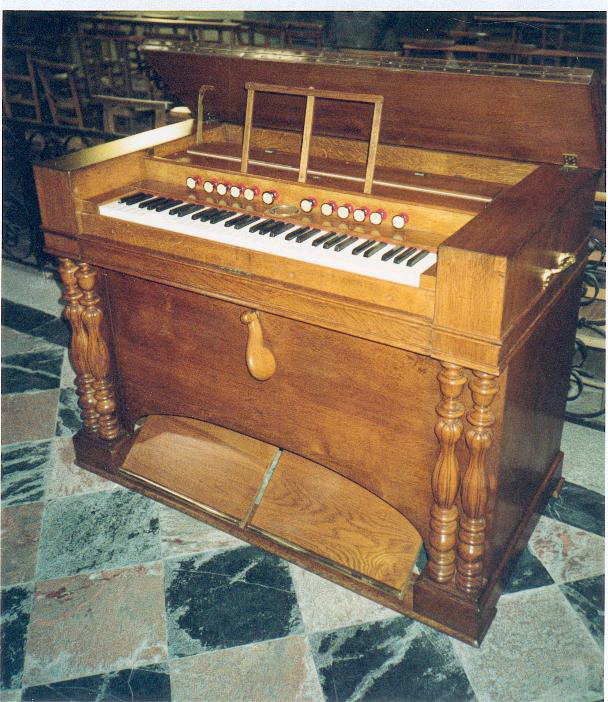
Les Beatles utilisent un harmonium pour la première fois sur la chanson We Can Work It Out.

La musique indienne de Ravi Shankar a également une puissante répercussion sur le travail de George Harrison, qui introduit pour la première fois l'utilisation du sitar sur la chanson Norwegian Wood (This Bird Has Flown). Harrison décrit à ce sujet un placard de la régie au-dessus de la salle no 2 des studios EMI, dans lequel sont rangés une multitude de vieux instruments et accessoires que le groupe sélectionne parfois pour effectuer un re-recording. C'est le cas notamment pour la chanson Think For Yourself, dans laquelle Paul McCartney expérimente une fuzz box sur sa guitare basse. Cette méthode, testée deux ans plus tôt par Phil Spector, est à l'origine de sa technique du mur de son. La chanson est par ailleurs influencée par le thème musical de (I Can't Get No) Satisfaction des Rolling Stones, parue quelques mois plus tôt. Bien que le groupe ne soit pas un adepte du jazz, il introduit exceptionnellement un pont jazzy de forme ternaire sur la chanson We Can Work It Out sous l’impulsion de George Harrison,. Paul McCartney et John Lennon utilisent pour la première fois un vieil harmonium, qu'ils jouent à tour de rôle sur le morceau. L'instrument est réutilisé sur le titre If I Needed Someone et The Word,. If I Needed Someone est harmoniquement une variation autour de l'accord de la majeur, et pour ce faire, Harrison place un capodastre sur la septième frette de sa guitare ; il réutilisera le même procédé pour Here Comes the Sun. De son côté, Ringo Starr joue de la batterie sur l'ensemble des morceaux, des maracas sur The Word et Wait, de l'orgue Hammond et des percussions sur I'm Looking Through You,,.
La culture musicale et la formation classique de George Martin sont également des atouts pour le groupe. Le producteur n'hésite pas à jouer lorsque c'est nécessaire, comme sur la chanson In My Life, où le groupe manque d'inspiration pour instrumentaliser le pont. Le solo de piano effectué par Martin donne au titre un genre musical se rapprochant d'une ballade folk aux influences baroques. Lennon déclare à ce propos : « George Martin avait une très grande culture musicale et il pouvait traduire pour nous et suggérer des tas de choses. Il nous apportait des trucs techniques étonnants comme de ralentir le piano et des choses comme ça. » Le producteur compose par ailleurs le solo de guitare de Michelle joué par McCartney. Le groupe est en outre influencé par plusieurs guitaristes pour la composition de certains riffs de guitares ou les lignes de basse. C'est le cas de la chanson Day Tripper, dont le riff est inspiré de la chanson Watch Your Step de Bobby Parker,. La ligne de basse de Drive My Car est proche de celle d'Otis Redding et de sa chanson Respect selon Harrison. Le jeu de Chet Atkins influence Paul McCartney dans la composition de la mélodie de Michelle et du solo de style country de What Goes On,.
La musique de Rubber Soul repose également sur l'importance du chant. Les voix de McCartney et Lennon sont doublées sur la plupart des chansons, parfois soutenues par les chœurs de George Harrison. Le titre Wait va dans ce sens et met l'accent sur les harmonies vocales, le groupe oubliant même d'introduire un solo de guitare aux profits des voix. Le chant sur Girl, dont les influences évoquent une ballade des années 1950, est intensifié par la respiration de Lennon, qui utilise un compresseur spécial. L'ingénieur du son a également triplé la voix du chanteur pour que celle-ci résonne davantage. La chanson comporte des influences de musique grecque, George Harrison utilisant un bouzouki vers la fin du morceau, probablement inspiré par la bande originale du film Zorba le Grec, composée par Marcello Minerbi. Ringo Starr est en outre crédité pour la première fois en tant que chanteur sur le titre I'm Looking Through You. Lennon conclut, à propos de l'évolution de la musique sur Rubber Soul : « La musique des Beatles a progressé pour se rapprocher de la musique des Beatles. Avant, c'était la musique de n'importe qui ».

### Thèmes et paroles

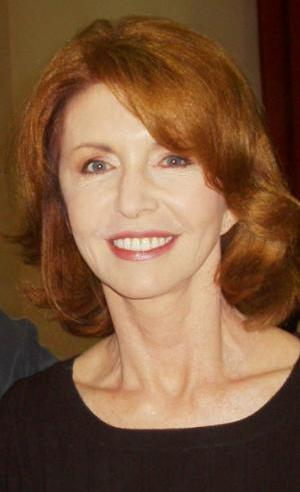
Jane Asher, compagne de l'époque de Paul McCartney, inspire les paroles de trois chansons.

À l'instar de la musique, les paroles des chansons marquent de profonds changements dans les thèmes abordés par les Beatles. Alors que le groupe est habitué à traiter de la relation simple entre un homme et une femme depuis l'album Please Please Me, John Lennon et Paul McCartney écrivent des chansons davantage personnelles et plus matures.

« J'ai le sentiment qu'on en avait fini avec les chansons d'amour (toutes les chansons du début étaient des chansons d'amour). Désormais, on en venait à Rubber Soul, et la façon d'écrire et de jouer changeait du tout au tout. Ça a été le disque de l'éclosion. »

— Ringo Starr
L'album aborde différents thèmes comme l'amour, l'amitié, l'adultère, la consommation de drogues ou la mort, entre autres. Bien que le groupe a l'habitude de chanter en anglais, le titre Michelle introduit l'utilisation de quelques mots en français chantés par McCartney. La chanson n'est toutefois pas un hommage à la France selon son auteur, qui veut simplement s'amuser à employer la langue de Molière. Day Tripper traite à la fois de l'histoire d'une jeune femme qui manipule le chanteur et aborde le thème de la consommation de drogues et leurs influences grandissantes. We Can Work It Out dépeint les problèmes de couple de Jane Asher et Paul McCartney, qui souhaite que l'actrice abandonne sa carrière pour le suivre. La chanson exprime le souhait de McCartney que sa petite amie change de point de vue et admette qu'il a raison. Il surenchérit avec You Won't See Me et I'm Looking Through You, qui dépeignent sa possessivité envers la jeune femme,. Drive My Car est la première chanson du groupe à aborder le thème du machisme, sur le ton de l'humour : un homme aborde une femme pour la draguer, mais c'est elle qui prend l'ascendant en assurant qu'elle deviendra une vedette de cinéma, et d'ici là, il peut toujours lui servir de chauffeur. Girl exprime l'emprise psychologique d'un personnage féminin sur Lennon, qui l'humilie et le manipule. La chanson est aussi une critique du christianisme et de l'accès au paradis, qui selon Lennon nécessite d'être torturé pour l'atteindre. Le groupe glisse par ailleurs des allusions sexuelles discrètes : l'expression Drive my car est elle-même connotée sexuellement (par rapport au levier de vitesses), et les chœurs de Girl sont ponctués de tit, tit, tit (nichon, nichon, nichon) sans que personne le remarque. 
Norwegian Wood (This Bird Has Flown) évoque le thème de l'adultère et décrit un jeu de séduction avec une des nombreuses liaisons entretenues par John Lennon durant son mariage avec Cynthia Lennon. Bien qu'il s'agisse d'une histoire imaginaire selon McCartney, Pete Shotton admet que la jeune femme en question est une journaliste que Lennon connaît. Nowhere Man décrit pour sa part la vie d'un homme venant de nulle part qui doit « s'élargir l'esprit pour se délivrer ». De même, The Word est, selon Lennon, « la première chanson des Beatles à message, qui inaugure leur rôle de maîtres spirituels censés détenir les réponses à toutes les questions spirituelles et politiques ». Le guitariste exprime à travers la chanson à quel point l'amour est important et qu'il s'agit « du thème sous-jacent de l'univers ». Les paroles inspirent par ailleurs de nombreux admirateurs du mouvement hippie. Think for Yourself, de George Harrison, explore aussi le thème de « l'expansion mentale », tout en étant une chanson contestataire, probablement destinée au gouvernement. Harrison écrit en outre If I Needed Someone, inspiré par le groupe The Byrds et qui s'adresse à sa compagne Pattie Boyd.
In My Life est une des chansons les plus autobiographiques de l'album, traitant exclusivement de la vie de John Lennon. Les paroles traitent d'abord des lieux que fréquente l'auteur durant sa jeunesse. Lennon précise que certains lieux emblématiques de son enfance ont disparu, ou que d'autres ont été remaniés. Puis, le texte se concentre sur les relations amicales et amoureuses du musicien. Lennon confie à son ami Pete Shotton qu'une partie des paroles est un double hommage à lui-même et Stuart Sutcliffe, membre éphémère des Beatles et mort trois ans plus tôt. La chanson aborde ainsi les thèmes de la mort et des effets du temps qui passe. Alors que le groupe manque de temps pour compléter l'album, What Goes On, ancienne composition des Quarrymen, est ajoutée et réinterprétée par Ringo Starr. Le batteur précise que sa contribution se limite à « à peu près cinq mots » et que la chanson a été écrite pour satisfaire leurs fans américains. Run for Your Life clôture Rubber Soul et exprime la jalousie, le machisme et la colère d'un personnage envers une jeune femme infidèle. Écrite par John Lennon, la chanson emprunte deux vers de la chanson Baby Let's Play House d'Arthur Gunter. Les paroles vont à l'encontre totale du thème de l'amour puisque le personnage souhaite la mort de la jeune femme. Selon Barry Miles, la chanson est une confession, bien que l'auteur utilise la troisième personne afin de brouiller les pistes. Lennon écrit le titre précipitamment et admet ne l'avoir jamais apprécié.

### Titre et pochette
Les Beatles choisissent le titre de l'album sur une idée de Paul McCartney, qui est un jeu de mots entre rubber sole, qui signifie « semelle en caoutchouc », et rubber soul, qui se traduit par « âme en caoutchouc ». McCartney déclare : « Je crois que le titre est venu d'une remarque qu'un vieux bluesman avait faite à propos de Mick Jagger. J'ai quelques bandes de nous jouant I'm Down et là-dessus on m'entend parler de Mick. Je raconte que je viens de lire un truc sur un vieux type américain qui a dit : « Mick Jagger, ouais, ils sont bons mais c'est de la Plastic Soul » ». John Lennon déclare pour sa part : « C'était seulement ce qu'avaient trouvé quatre gars qui cherchaient un titre pour la couverture d'un album ».
La pochette est l’œuvre de Robert Freeman ; le cliché a été pris dans le jardin de la propriété de Lennon à Weybridge.

« On avait de nouvelles fringues — les pulls à col roulé — et on faisait de vraies photos anthropométriques, on posait tous les quatre ensemble. De retour à Londres, Robert nous a montré les diapos. Il projetait les photos sur un morceau de carton de la taille d'une pochette d'album pour qu'on se rende compte de ce que ça pourrait donner. On venait de choisir la photo quand le carton a légèrement glissé vers l'arrière, étirant la photo. »

— Paul McCartney, à propos de la séance photo
Le résultat plaît au groupe et le photographe utilise un objectif à courte focale afin de déformer les visages des quatre membres du groupe, le nom de l'album étant inscrit en orange dans le coin supérieur gauche. Le design du titre est l’œuvre de l'artiste londonien Charles Front, approché par Freeman. Rubber Soul est le premier disque des Beatles à ne pas arborer le nom du groupe, mais seulement le titre. George Harrison précise que la pochette de l'album est la première sur laquelle les Beatles perdent leur « naïveté » et explique concernant la photo des Fab Four qui l'orne : « Rubber Soul était le premier disque où nous avions l’air de vrais fumeurs d’herbe ». Lennon va dans le même sens en notant « Si Rubber Soul a été l'album de l'herbe, Revolver a été celui de l'acide ».

## Parution et réception

### Sortie et succès commercial
Rubber Soul paraît le 3 décembre 1965 au Royaume-Uni sous le label Parlophone et contient quatorze titres. Le même jour, les chansons Day Tripper et We Can Work It Out sortent en single double face A. Il s'agit d'une première pour le groupe (et presque inédit dans l'histoire du rock), qui jusque-là proposait comme tout le monde une face A et une face B sur ses 45 tours. Cette fois, John Lennon ne voulait pas que Day Tripper soit éclipsée par We Can Work It Out, même si celle-ci était jugée plus commerciale. Ce format double face a des répercussions sur la promotion et l'établissement des hit-parades, et sera repris pour d'autres disques du groupe. Enfin, les deux singles sont accompagnés par trois clips musicaux qui en font la promotion, réalisés le 23 novembre 1965 aux Twickenham Film Studios.

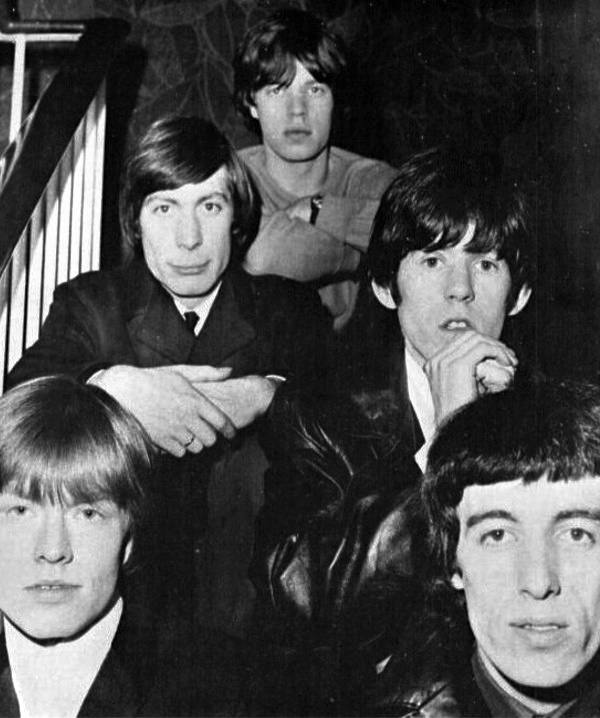
Les Beatles entretiennent des relations amicales avec les Rolling Stones malgré leur rivalité musicale.

Le 6 décembre, la version américaine est publiée par Capitol Records, et compte douze chansons. Les titres Drive My Car, Nowhere Man, If I Needed Someone et What Goes On n'y figurent pas, mais I've Just Seen a Face et It's Only Love sont ajoutés, précédemment sortis sur la version britannique de l'album Help!. Cette version permet à Capitol Records de combler les attentes du marché du disque américain, en sortant un album totalement orienté folk rock, dans la lignée des compositions de Bob Dylan et The Byrds. Elle conserve également la forme standard d'un album américain à douze titres au lieu de quatorze. Par ailleurs, conformément au souhait de Brian Epstein, l'album est publié juste avant les fêtes de Noël, le groupe ayant tenu les délais d'enregistrement. Les quatre chansons écartées ainsi que We Can Work It Out et Day Tripper sortent quant à elles six mois plus tard sur l'album Yesterday and Today, côtoyant des titres issus de Revolver pour une parution exclusivement destinée au marché américain. Ce dépeçage de leur œuvre, que les Beatles réprouvent, semble être mis en abîme par une pochette restée célèbre : la Butcher Cover, où ils posent vêtus de blouses de bouchers, recouverts de morceaux de viande, d'un dentier et de poupées décapitées. John Lennon raconte même à ce propos : « Ma première idée était de décapiter Paul. Mais il n'a pas voulu ! »,. 750 000 copies de Yesterday and Today sont éditées et commercialisées, mais la pochette fait immédiatement scandale. Capitol Records fait machine arrière et décide de le retirer de la vente et les unités revenues à l'usine de Jacksonville sont détruites. Le problème est résolu lorsqu'une pochette plus sobre est utilisée par-dessus l'image controversée, imprimée par les usines de Los Angeles et de Scranton. Les fans s'amuseront dès lors, comme le raconte Ringo Starr, « à la décoller à la vapeur »,.
Le disque britannique Rubber Soul connaît un succès commercial immense auprès du public. L'album fait son entrée au sein des classements musicaux au Royaume-Uni dès le 11 décembre et remplace Help! en tête du hit-parade. L'album passe quarante-deux semaines au sein du UK Albums Chart, dont neuf en première position,. L'album est remarquablement bien accueilli par le public américain, totalisant soixante-dix semaines au sein du Billboard 200 et atteignant la première place le 8 janvier 1966. Les ventes de Rubber Soul sont exceptionnelles puisque l'album totalise un million huit cent mille unités vendues en 1965 aux États-Unis. Yesterday and Today atteint également la première place du Billboard en août 1966.
Les deux titres du 45-tours connaissent également un franc succès, We Can Work It Out arrivant en tête du Billboard Hot 100 en janvier 1966. La chanson de Paul McCartney a davantage de réussite que Day Tripper, qui n'atteint que la cinquième position du classement aux États-Unis. Plus d'un million de copies du disque sont vendues au Royaume-Uni, où les deux singles montent à la première place. En 1967, à l'occasion de la 9e cérémonie des Grammy Awards, le groupe remporte le trophée de la meilleure chanson de l'année pour Michelle. Le succès commercial se poursuit dans les décennies qui suivent, puisque Rubber Soul est certifié six fois disque de platine par la Recording Industry Association of America en 1997, soit six millions d'unités vendues aux États-Unis.

### Impact sur le groupe

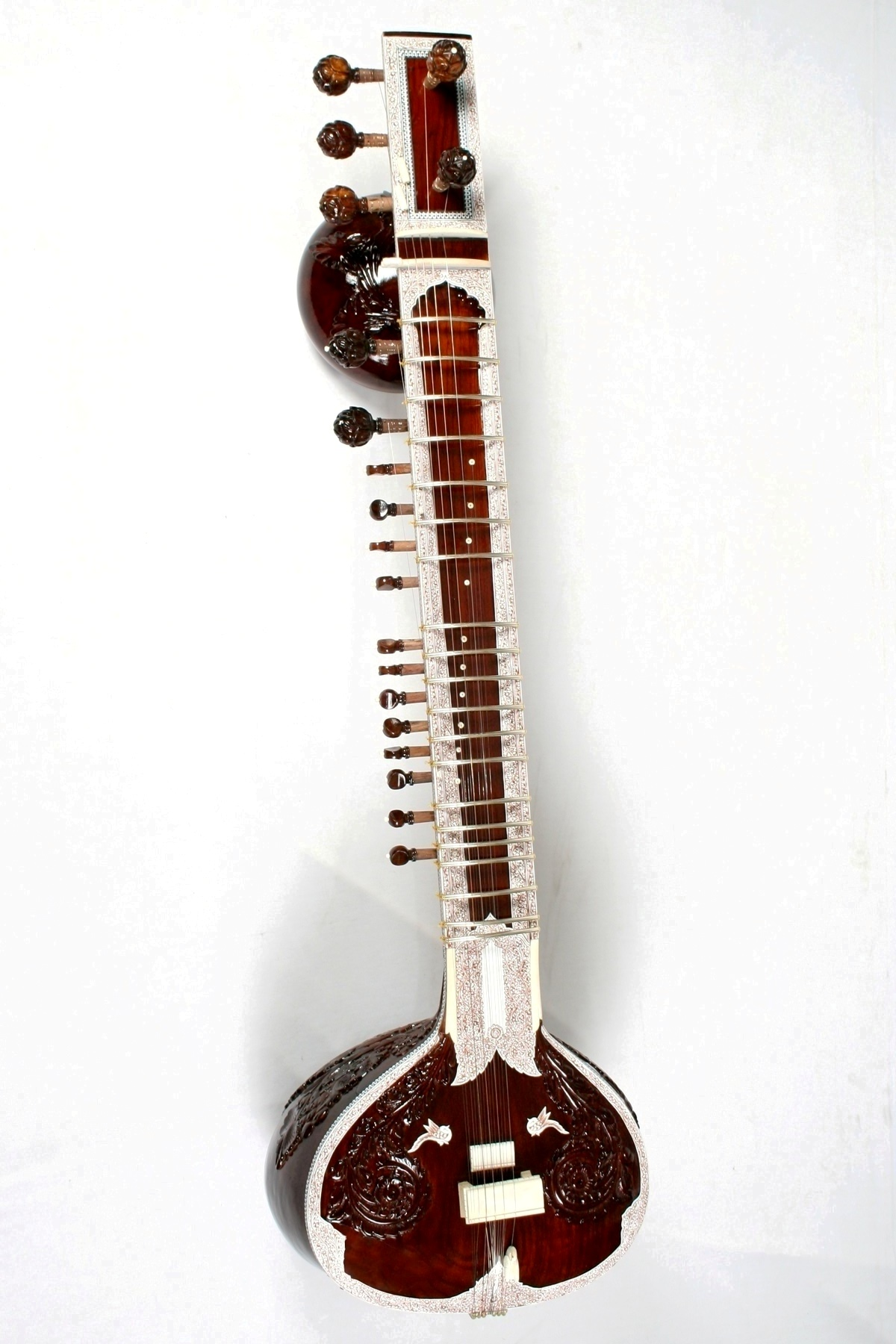
L'utilisation du sitar marque profondément l'histoire du rock.

En décembre 1965, les Beatles entament leur dernière tournée en Grande-Bretagne. Le groupe se rend compte que les chansons travaillées en studio sur Rubber Soul sont trop complexes pour être jouées en concert. Évoluant sur scène dans leur formule classique, deux guitares, une basse et une batterie, ils ne sont pas en mesure d'interpréter certaines de leurs chansons les plus récentes, et ils jouent en concert des standards du rock'n'roll comme Long Tall Sally ou Rock and Roll Music jusqu'au bout. Cette limite technique marque une première étape dans leur décision d'arrêter les tournées en août 1966. « À mesure que le temps passait, ils ont commencé à comprendre que, techniquement, ils ne pouvaient pas reproduire sur scène ce qu'ils arrivaient à faire en studio. Je crois qu'ils en ont eu marre d'aligner les concerts et les chansons, aussi bons soient-ils, comme s'ils étaient des espèces de tapis roulants, » déclare Neil Aspinall, leur road manager. John Lennon souligne la « maîtrise et le contrôle » que le studio procure, tandis que Ringo Starr met en avant la « pression permanente » engendrée par les tournées pour justifier cette décision,. Le batteur ajoute que « d'une certaine manière, les séances de Rubber Soul ont été le début de la fin ».
Rubber Soul a des conséquences sur la maturité du groupe, mettant davantage en avant leurs qualités artistiques au lieu de leur simple image commerciale. Paul McCartney admet en effet que les débuts du groupe ont été davantage commerciaux. « Le répertoire du début était directement destiné à nos fans et leur signifiait : « S'il vous plaît, achetez ce disque. » Mais là, on est arrivé à un point où on se disait : « Ça, c'est fait. Maintenant, on peut se mettre à écrire des chansons moins réalistes, plus abstraites » »,. Rubber Soul marque la montée en puissance des compositions de Paul McCartney, ainsi que la naissance de premières tensions entre lui et George Harrison concernant le leadership du groupe. Harrison déclare à ce propos : « À l'époque de Rubber Soul, j'avais un peu peur d'écrire des chansons parce que John et Paul faisaient ça depuis qu'ils avaient trois ans. C'était difficile d"arriver tout d'un coup et de m'y coller. Moi, je devais partir de zéro et me mettre à écrire et apporter quelque chose d'au-moins assez bon pour figurer sur le disque avec tous ces succès géniaux. C'était difficile. »
Les Beatles abandonnent par ailleurs les costumes sombres pour des vestes en daim, considérées comme à la mode, à l'instar de la pochette de l'album. Le groupe effectue son dernier concert de l'année le 12 décembre 1965 à Cardiff. Début 1966, les musiciens et l'équipe technique s’octroient deux mois de repos afin de compenser le rythme de travail des trois dernières années. Les Beatles passent du temps avec Brian Epstein ou encore les Rolling Stones. Paul McCartney admet que leurs relations avec le groupe de Mick Jagger sont « toujours amicales » mais « qu'il y avait bien un peu de rivalité parce c'est naturel ». Fatigué par la pression médiatique et la routine du groupe, George Harrison se marie avec Pattie Boyd le 21 janvier 1966 et se retire à la Barbade. John Lennon et Ringo Starr passent leurs vacances ensemble à la Trinité. De son côté, l'ingénieur du son Norman Smith, promu producteur par EMI Group cesse sa collaboration avec les Beatles. George Martin ne souhaite pas que Smith occupe à la fois les fonctions d'ingénieur et de producteur, au risque d'être relégué au second plan. Ce dernier est remplacé par le jeune Geoff Emerick dès 1966,.

### Accueil critique

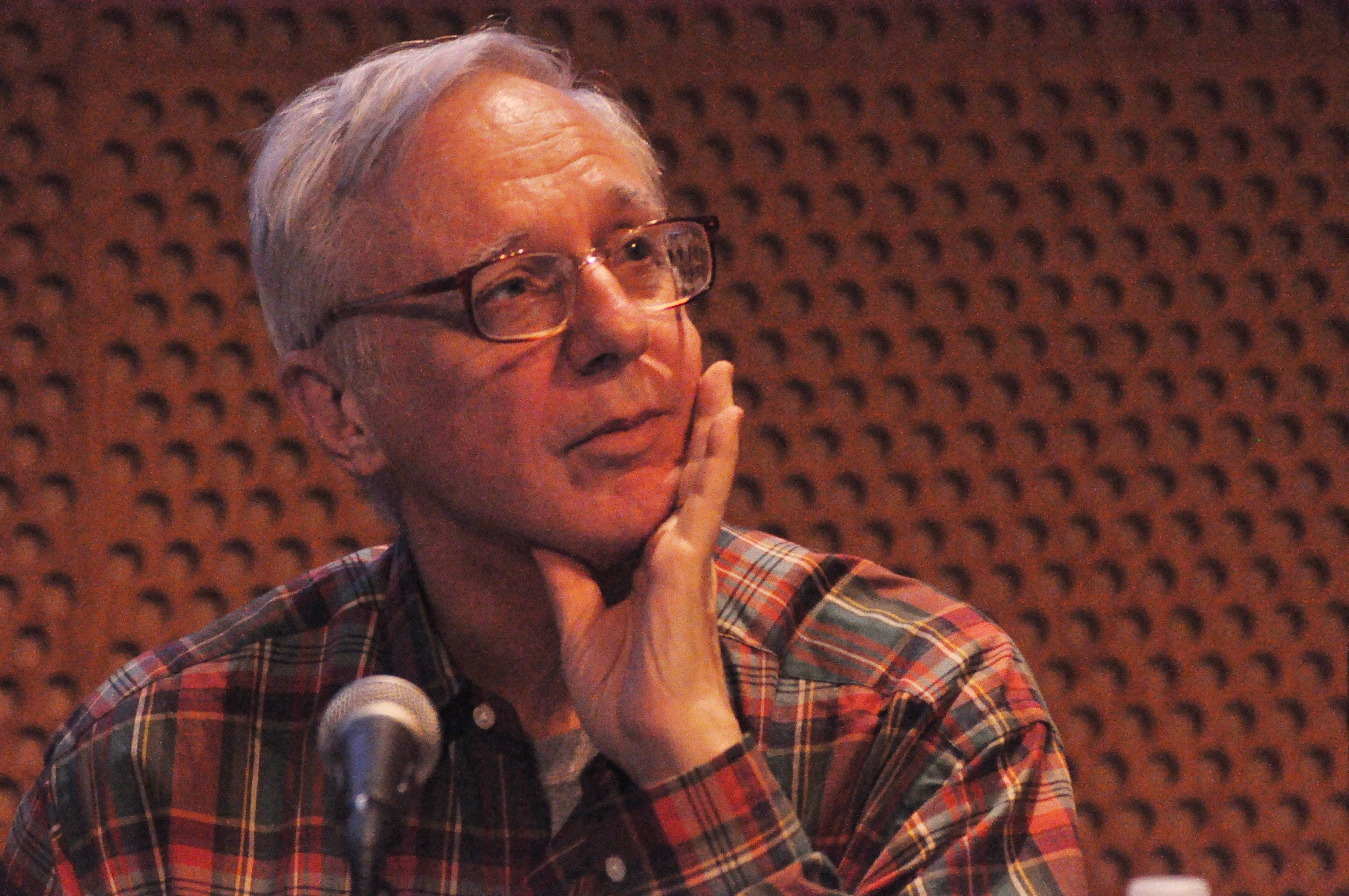
Le critique musical Robert Christgau émet un avis élogieux sur Rubber Soul.

Rubber Soul est unanimement salué par la presse musicale à sa sortie. L'utilisation de nouveaux instruments comme le sitar ou l'harmonium, les influences folk rock de Bob Dylan et la musique indienne de Ravi Shankar, ainsi que l'évolution des textes font que Rubber Soul est considéré comme un album de transition dans l'histoire du groupe. Allen Evans, journaliste au New Musical Express écrit sa critique le jour de la sortie de l'album et commente : « Ce qu'il y a de génial sur ce LP est que les Beatles trouvent encore des façons différentes de nous donner du plaisir à les écouter. » Le lendemain, Melody Maker va également dans ce sens en soulignant que « sans l'ombre d'un doute, le son des Beatles a mûri. » Plus récemment, Steve Turner, biographe du groupe, analyse que « la deuxième face de Help! augurait déjà d'une nouvelle orientation, mais Rubber Soul marque le début d'une nouvelle phase dans la carrière des Beatles ». Pour Nicolas Dupuy, auteur de l'ouvrage des 100 meilleurs albums de rock, déclare que « la production, sous la férule de George Martin, est particulièrement sophistiquée et accueille des sonorités originales comme celle d'un sitar indien, d'une basse distordue par une pédale fuzz ou d'un faux clavecin ». Pour Mark Lewisohn, spécialiste du groupe, « Rubber Soul est la plate-forme nécessaire entre l'impeccable musique pop de Help! et les idées expérimentales de Revolver ». Tim Hill va également dans ce sens et considère l'album comme « une voie clairement tracée vers Revolver ». Pierre Merle écrit pour sa part que « Rubber Soul porte les stigmates de la véritable maturité musicale ». Le critique musical Robert Christgau déclare à propos de l'album que « l'innovation, l'intelligence des paroles sont à peu près doublement meilleures que tout ce qui a été produit précédemment ».
Richie Unterberger (en), du site AllMusic attribue la note maximale de cinq étoiles sur cinq et considère que « les paroles représentent un bond en avant en termes de réflexion, de maturité et d'ambiguïtés complexes. Musicalement aussi, c'est un bond en avant substantiel, avec des arrangements folk-rock complexes qui reflétaient l'influence croissante de Bob Dylan et de The Byrds ». Pour le magazine Rolling Stone, qui classe l'album cinquième parmi les 500 plus grands albums de tous les temps, « Rubber Soul a coupé l'histoire de musique pop en deux à sa sortie en décembre 1965 »,. Le site de Pitchfork attribue la note de dix sur dix et déclare que Rubber Soul est « le premier chef-d'œuvre incontesté des Beatles ». La revue ultimateclassicrock aborde l'évolution des paroles des chansons par rapport aux albums précédents et salue particulièrement le travail de John Lennon. Certaines de ses chansons, qui ne sont pourtant pas parues en single, sont particulièrement encensées par la critique musicale. C'est le cas de In My Life, qui figure à la première place du classement des 100 plus belles chansons de tous les temps, établi par le magazine Mojo en 2000. Rolling Stone va également dans ce sens et considère In My Life comme la cinquième des 100 meilleures chansons des Beatles. Neil McCormick, du Daily Telegraph, écrit que « la production est ouverte et spacieuse » et vante les qualités des chansons de Lennon, déclarant que le guitariste « tire son épingle du jeu sur Rubber Soul, avec des classiques révolutionnaires tels que Norwegian Wood (This Bird Has Flown) Nowhere Man et Girl ». Enfin, le magazine Paste attribue la note de 97 sur 100 et relève l'importance des influences de la musique indienne à travers l’utilisation du sitar ainsi que l'influence des Byrds pour des titres comme If I Needed Someone.

### Impact musical et culturel
Rubber Soul marque dans un tournant au sein de l'histoire du rock. L'album est en effet considéré comme un des meilleurs albums de l'histoire de la pop. Les Beatles poussent ainsi le rock dans ses retranchements, et grâce à un important travail en studio, l'expérience et la technicité de George Martin ainsi qu'une consommation de LSD qui stimule la créativité des musiciens, le groupe fait un pas vers le rock psychédélique dès 1966 avec la chanson Rain. L’avènement du psychédélisme se confirme l'année suivante avec la chanson Strawberry Fields Forever, qui constitue une œuvre majeure en la matière. L'engouement pour ce genre musical inspire plusieurs groupes en Angleterre comme Pink Floyd, Donovan, The Incredible String Band ou encore Traffic. Rubber Soul repousse également les limites de l'utilisation des instruments traditionnels du rock'n'roll, comme la guitare et la basse, grâce à l'utilisation de la distorsion. Le jeu de sitar de George Harrison conduit, selon Ravi Shankar, à la popularisation de son utilisation au sein du reggae rock et du rock psychédélique,. Le son produit permet ainsi d'apporter une influence exotique à la musique.
Rubber Soul inspire notamment Brian Wilson, des Beach Boys dans l'écriture et la composition de Pet Sounds en mai 1966, et considéré comme un des meilleurs albums des années 1960. Wilson est en effet impressionné par le travail des Beatles et reconnaît à propos de Rubber Soul que « toutes les chansons vont ensemble comme aucun album ne l'a fait auparavant ». Après la parution de Pet Sounds, Paul McCartney reconnaît à son tour que God Only Knows est sa chanson préférée de tous les temps et ajoute qu'il a acheté une copie de l'album à chacun de ses enfants pour leur éducation musicale,. L'album inspire également d'autres musiciens de l'époque, comme Pete Townshend du groupe The Who, Ray Davies, membre de The Kinks et Keith Richards des Rolling Stones. La période de sortie de Rubber Soul coïncide en outre avec l'émergence du mouvement hippie, dont John Lennon devient une icône dans les années qui suivent. Le succès de l'album a par ailleurs une retombée sur les studios EMI de Londres, qui deviennent les lieux d'enregistrement les plus prisés pour les groupes britanniques. Le travail des Beatles dans son ensemble influence par la suite de nombreux autres artistes internationaux comme The Killers, Dave Grohl, Green Day ou encore The Smashing Pumpkins.

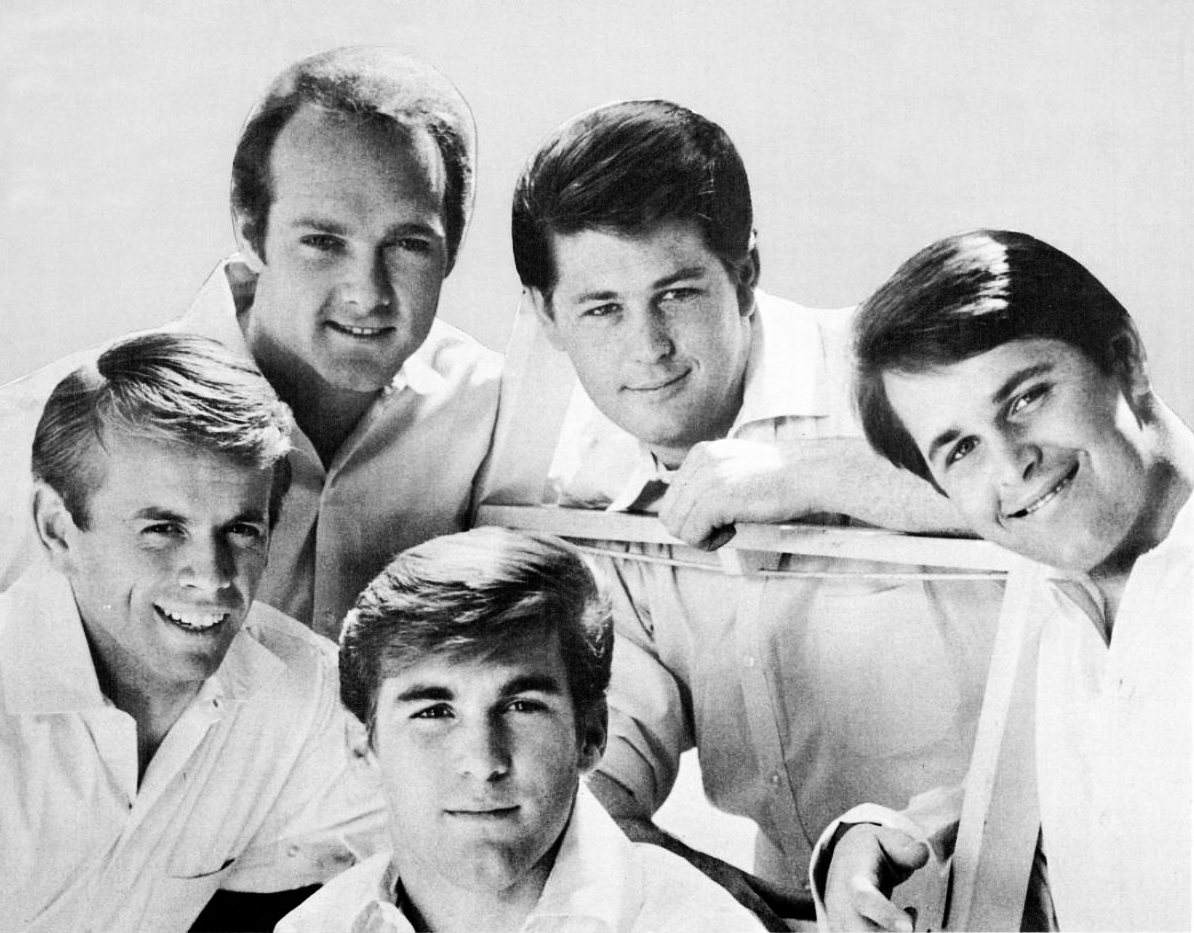
Brian Wilson, du groupe The Beach Boys, est fortement inspiré par Rubber Soul pour l'écriture et la composition de Pet Sounds.

À l'occasion des cinquante ans de la sortie de l’œuvre, le magazine Rolling Stone souligne les qualités uniques des quatre musiciens qui ont conduit à une telle production, de la créativité des trois compositeurs au jeu de batterie de Ringo Starr. La même année, The Guardian note pour sa part que Rubber Soul est un des premiers albums de rock à être considéré comme une œuvre à part entière, à un moment où l'industrie du disque s'intéresse davantage à la commercialisation de singles en 45 tours. L'auteur Tim Hill déclare à ce propos : « Les Beatles concevaient désormais un album comme un tout, pas simplement comme une collection de chansons. »

### Rééditions et reprises
La plupart des chansons de Rubber Soul sont sélectionnées pour figurer sur plusieurs compilations du groupe. Six d'entre elles figurent sur The Beatles 1962–1966, sorti en 1973 et quatre sur Love Songs, paru en 1977,. Certains morceaux font l’objet de nombreuses reprises par différents artistes et dans plusieurs genres musicaux. C'est le cas de In My Life, réinterprétée par Bette Midler, Cilla Black, Miriam Makeba, Johnny Cash et Keith Moon, entre autres,,,. George Martin réenregistre la chanson sur son album In My Life, qui comprend diverses versions orchestrées de plusieurs chansons des Beatles. Le producteur déclare que le titre « est une de ses chansons préférées, un super morceau et une chanson totalement simple » et rend hommage à John Lennon. Norwegian Wood (This Bird Has Flown) fait également partie des morceaux les plus repris, inspirant notamment Buddy Rich dans une version jazz,. Stevie Wonder interprète quant à lui une version funk de We Can Work It Out. La ballade de Paul McCartney Michelle bénéficie également de nombreuses reprises. Par ailleurs, plusieurs chansons de Rubber Soul sont remixées en 1997 par plusieurs artistes jamaïcains, sur l'album Reggae Tribute to the Beatles, à l'occasion du réenregistrement d'une partie de la discographie du groupe en version reggae.
Rubber Soul est remastérisé par George Martin en stéréo en 1987, à l'occasion des rééditions des disques des Beatles. L'album est réédité en CD le 11 avril 2006, avec les mixages effectués à l'époque par Capitol Records, dans la collection The Capitol Albums Volume 2 et, en janvier 2014, cette fois avec les mixages de la réédition de 2009, dans la collection The U.S. Albums. Parallèlement, le 16 novembre 2010, l'ensemble de la discographie des Beatles, dont Rubber Soul, est disponible en téléchargement légal sur la plateforme iTunes.

## Classements et certifications
| Classement                    | Meilleure position |
| ----------------------------- | ------------------ |
| Australie (ARIA)              | 1                  |
| Suède (Sverigetopplistan)     | 17                 |
| Royaume-Uni (UK Albums Chart) | 1                  |
| États-Unis (Billboard 200)    | 1                  |
| Allemagne (Media Control AG)  | 1                  |

| Pays             | Compagnie | Certification |
| ---------------- | --------- | ------------- |
| Allemagne        | BVMI      | Or            |
| Argentine        | CAPIF     | 2 × Platine   |
| Australie        | ARIA      | Platine       |
| Brésil           | PMB       | Or            |
| États-Unis       | RIAA      | 6 × Platine   |
| Nouvelle-Zélande | RMNZ      | Platine       |
| Royaume-Uni      | BPI       | Platine       |

## Fiche technique

### Musiciens et équipe de production
The Beatles
- John Lennon : guitare acoustique et électrique, orgue, piano, harmonium, percussions, chant, effets sonores
- Paul McCartney : basse, guitares acoustique et électrique, piano, orgue, chant
- George Harrison :  guitare acoustique et électrique, sitar, chant
- Ringo Starr :  batterie, percussions, chant

Musiciens additionnels
- George Martin : orgue, piano, harmonium
- Mal Evans : orgue Hammond

Personnel technique
- George Martin : producteur
- Norman Smith : ingénieur du son
- Stuart Eltham :  ingénieur du son
- Ken Scott : second ingénieur
- Mike Stone : second ingénieur
- Robert Freeman : pochette

### Édition britannique
Toutes les chansons sont écrites et composées par John Lennon et Paul McCartney, sauf mention contraire.
| 1. | Drive My Car                         |                 | John Lennon, Paul McCartney | 2:28 |
| 2. | Norwegian Wood (This Bird Has Flown) |                 | John Lennon                 | 2:05 |
| 3. | You Won't See Me                     |                 | Paul McCartney              | 3:20 |
| 4. | Nowhere Man                          |                 | John Lennon                 | 2:43 |
| 5. | Think for Yourself                   | George Harrison | George Harrison             | 2:19 |
| 6. | The Word                             |                 | John Lennon                 | 2:43 |
| 7. | Michelle                             |                 | Paul McCartney              | 2:40 |

| 8.  | What Goes On            | John Lennon, Paul McCartney, Richard Starkey | Ringo Starr                 | 2:48 |
| 9.  | Girl                    |                                              | John Lennon                 | 2:32 |
| 10. | I'm Looking Through You |                                              | Paul McCartney              | 2:20 |
| 11. | In My Life              |                                              | John Lennon                 | 2:25 |
| 12. | Wait                    |                                              | John Lennon, Paul McCartney | 2:11 |
| 13. | If I Needed Someone     | George Harrison                              | George Harrison             | 2:20 |
| 14. | Run for Your Life       |                                              | John Lennon                 | 2:20 |

### Éditions américaines

#### Rubber Soul
| 1. | I've Just Seen a Face                | Help!       | 2:03 |
| 2. | Norwegian Wood (This Bird Has Flown) | Rubber Soul | 2:05 |
| 3. | You Won't See Me                     | Rubber Soul | 3:20 |
| 4. | Think for Yourself (George Harrison) | Rubber Soul | 2:19 |
| 5. | The Word                             | Rubber Soul | 2:43 |
| 6. | Michelle                             | Rubber Soul | 2:40 |

| 1. | It's Only Love          | Help!       | 1:53 |
| 2. | Girl                    | Rubber Soul | 2:32 |
| 3. | I'm Looking Through You | Rubber Soul | 2:25 |
| 4. | In My Life              | Rubber Soul | 2:25 |
| 5. | Wait                    | Rubber Soul | 2:11 |
| 6. | Run for Your Life       | Rubber Soul | 2:20 |

#### Yesterday and Today
| 1. | Drive My Car                                    | Rubber Soul | 2:24 |
| 2. | I'm Only Sleeping                               | Revolver    | 3:00 |
| 3. | Nowhere Man                                     | Rubber Soul | 2:43 |
| 4. | Doctor Robert                                   | Revolver    | 2:15 |
| 5. | Yesterday                                       | Help!       | 2:05 |
| 6. | Act Naturally (Johnny Russell et Voni Morrison) | Help!       | 2:29 |

| 7.  | And Your Bird Can Sing                  | Revolver     | 2:00 |
| 8.  | If I Needed Someone (George Harrison)   | Rubber Soul  | 2:20 |
| 9.  | We Can Work It Out                      | 45 tours 2ƒA | 2:15 |
| 10. | What Goes On (Lennon/McCartney/Starkey) | Rubber Soul  | 2:44 |
| 11. | Day Tripper                             | 45 tours 2ƒA | 2:46 |